# 照明弾

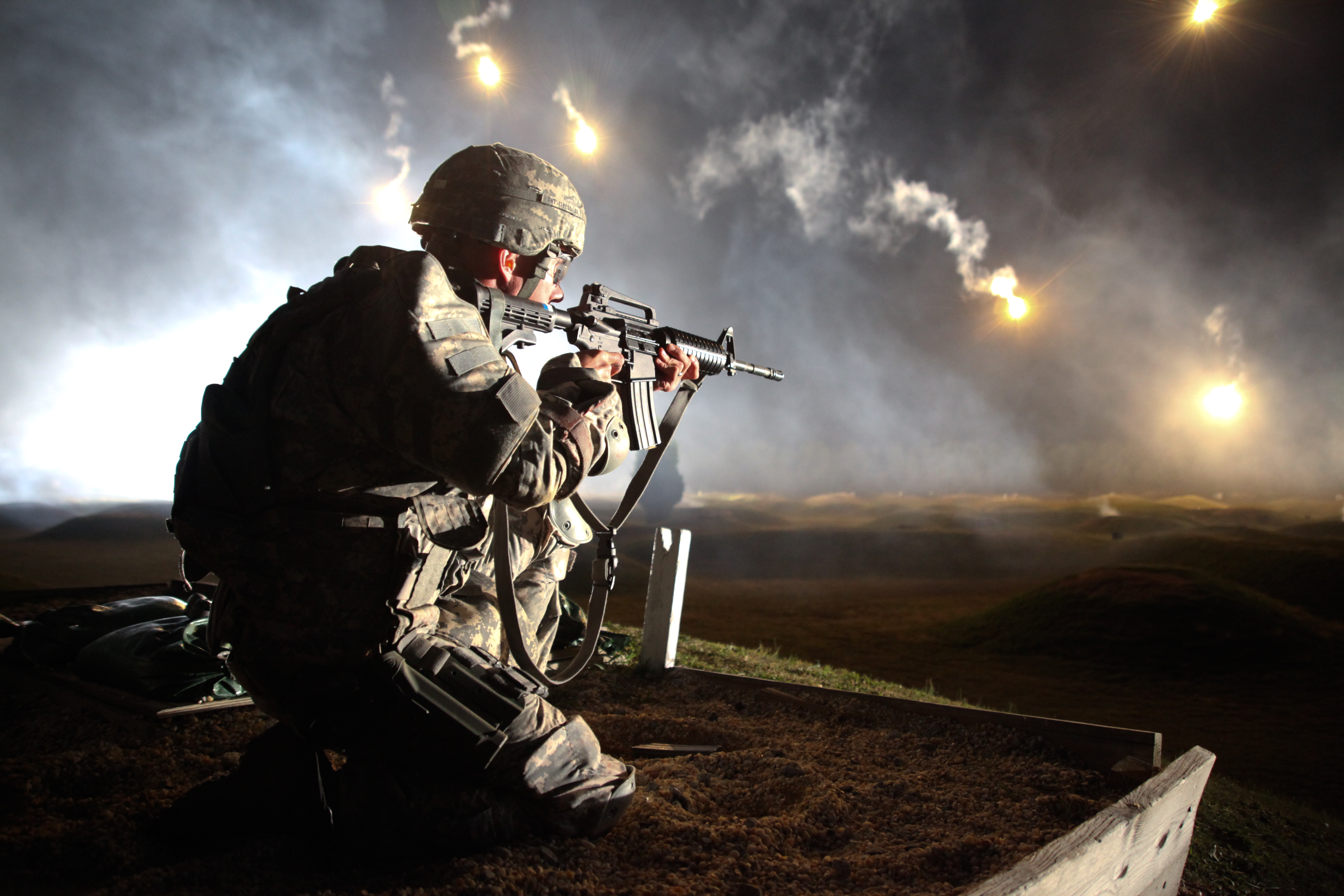
戦技競技会において、照明弾による照明下で射撃を行うアメリカ陸軍州兵

照明弾（しょうめいだん、illuminating flare, star shell）は、銃・砲・飛行機・船舶・車両などから夜間に発光する物体を空中に放ち、周囲を照らし視界を確保したり、味方に合図を行うために使用するものである。英語のstar shellの直訳から星弾（せいだん）とも呼ばれる。

## 軍事用の照明弾
夜間に目標を照明し観測するために使用する砲弾等である。榴弾砲や迫撃砲、信号拳銃などの各種火器で上空に打ち上げられるか、航空機から投下され、空中でパラシュートを開き、降下しながら数分間周囲を照射する。
ベトナム戦争を戦ったアメリカ軍では、航空機の欺瞞兵器として発展したフレアも照明弾として使用した。
発光物質は古くはアルミニウム粉、硝酸バリウム、硫黄をワセリン、パラフィンなどで練り合わせた物が使用されてきた。近年では、アルミニウム粉よりも強い光を出すマグネシウム粉と硝酸ナトリウムが使用されるようになった。

### 構造
砲弾の場合の構造は、弾殻が輪切りになるように二つに分かれており、一方がもう一方に圧入されるか接合されて一発の弾丸を形成する。信管は弾頭か弾底に設置され、空中で作動させるという特性上、時限信管が装着されることが多い。
内部構造は、アルカリ金属やアルカリ土類金属を主成分とする照明剤を詰めた容器がパラシュートと繋がっており、弾殻を分裂させながらこれを射出する放出火薬と、照明剤着火の導火線にあたる火管が内蔵されている。

### 類似品
似たような物に曳光弾、閃光手榴弾があるが、これは用途が別のためここには含めない。

## 照明弾の種類
- M314照明弾（M314 105mm Illuminating Cartridge）
  - 105mm榴弾砲から発射する、現在でもアメリカ軍と自衛隊で使用している。
  - 性能
    - 弾頭重量：16.6kg
    - 照明剤重量：1.6kg
    - 光度：60万カンデラ
    - 燃焼時間：70秒
    - 照明範囲：直径1,200m
    - 落下速度：10m/秒

  - 照明剤成分
    - マグネシウム粉 50%
    - 硝酸ナトリウム 42%
    - ポリエステル樹脂 8%
    - 水分 0.1%以下

- M257 Illumination Flare
  - 航空機用ロケット弾
  - 性能
    - 光度：100万カンデラ
    - 燃焼時間：120秒間

## 照明弾に関連する事故
- 1965年7月17日 - 航空自衛隊第51航空隊所属のP-2哨戒機が新型照明弾の投下試験中、機体が炎上して墜落した。11人死亡。試験を行っていた照明弾は、アメリカ軍の使用していた吊光弾よりも燃焼時間を長くしたもので、投下方法も従前の航空写真撮影用の穴から横壁の穴、ソナー投下用の穴など場所を変えて試験を行っている最中であった[2][3]。